# Rudi Vata
Rudi Vata, albanski nogometaš, * 13. februar 1970.
Za albansko reprezentanco je odigral 59 uradnih tekem in dosegel pet golov.